# Lhotka (Frýdek-místeki járás)
Lhotka település Csehországban, a Frýdek-místeki járásban. Lhotka Pstruží, Metylovice, Kozlovice és Palkovice településekkel határos. Lakosainak száma 595 fő (2024. január 1.).

## Népesség
A település lakosságának változását az alábbi diagram mutatja:
| Lakosok száma | 464  | 477  | 521  | 515  | 461  | 432  | 535  | 538  | 566  | 595  |
|               | 1869 | 1890 | 1921 | 1950 | 1980 | 2001 | 2017 | 2019 | 2022 | 2024 |